# Fafnir (mythologie)

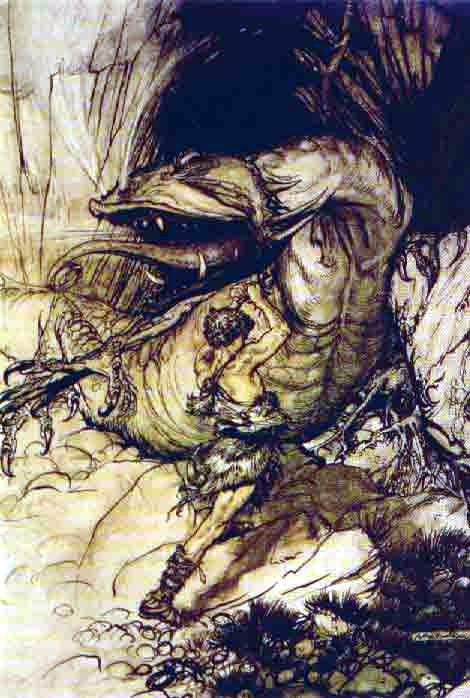
Fafnir en Siegfried/Sigurd

1) Sigurd brandt zich tijdens de bereiding van het hart van Fafnir en proeft zo van het drakenbloed, nu kan hij de vogels verstaan
2) De vogels vertellen dat Regin niet te vertrouwen is en Sigurd hakt zijn hoofd af
3) Regin is dood en zijn hoofd en wapen liggen naast hem
4) Het paard van Regin wordt beladen met schatten van de draak
5) De voorgaande gebeurtenis waarin Sigurd Regin doodt
6) Ötr, van het begin van de saga
afbeelding uit het Nordisk familjebok

Fafnir is een halfdraak uit de Germaanse en Noordse mythologie.

## Fafnir in de Germaanse mythologie
Fafnir was vroeger een dwerg. Hij en zijn broer Regin waren de zonen van de Dwergenkoning van een ondergronds rijk. Fafnir vermoordde zijn vader om diens geweldige schat in te kunnen pikken. Hij vluchtte ermee naar Gnitahead, waar hij er jaloers over bleef waken. Zijn stervende vader had de schat echter vervloekt, waardoor Fafnir langzaam veranderde in een lintworm, een halfdraak. 
Honderden jaren lang smachtte ook Regin naar de schat, totdat hij eindelijk een kans zag om van Fafnir af te komen. Hij verleidt Siegfried, stiefzoon van koning Alf, ertoe voor hem te vechten. 

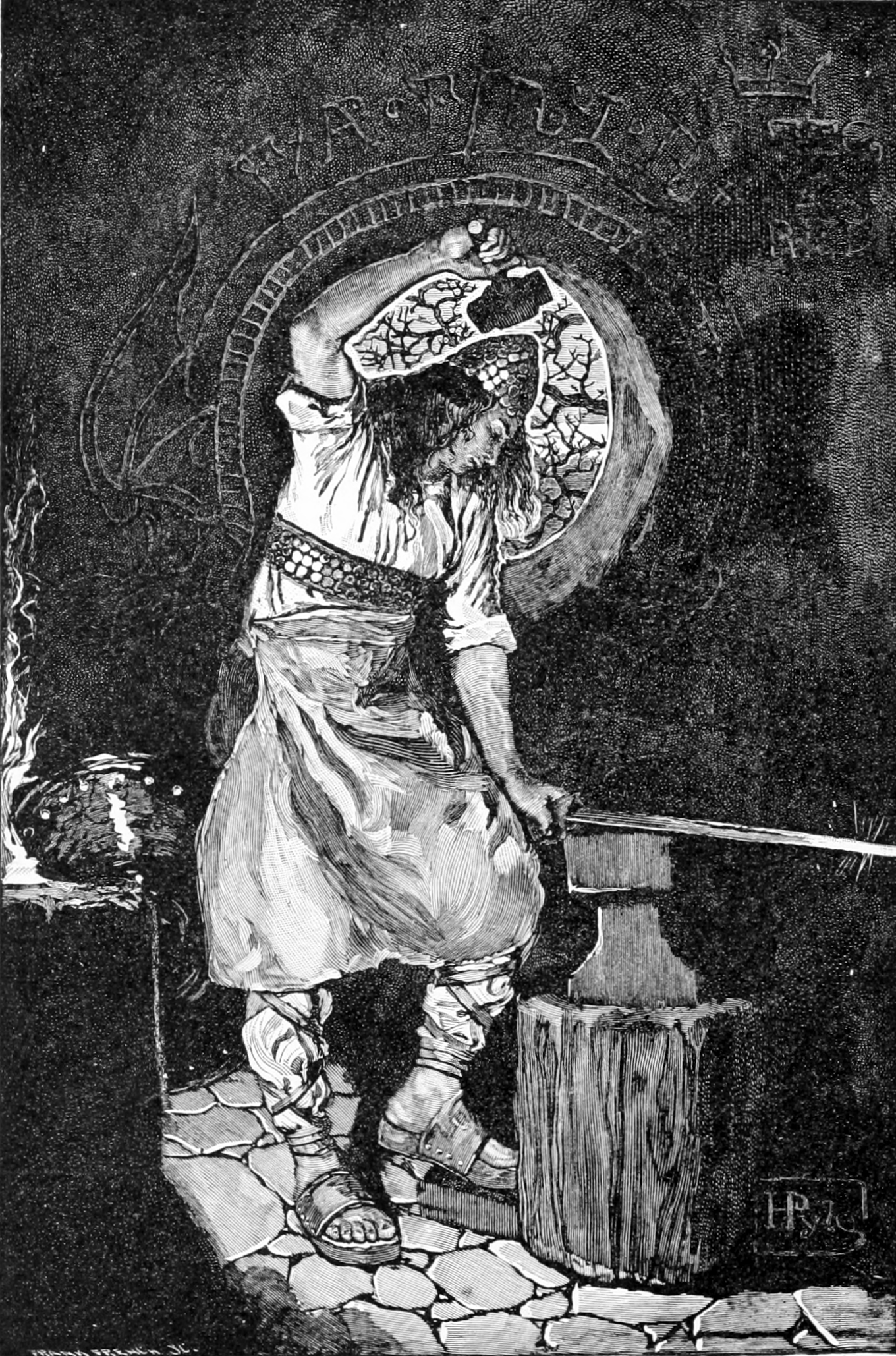
Het smeden van het zwaard Balmung

Regin smeedt hiervoor het gebroken familiezwaard Balmung weer aan elkaar. 
Nadat Siegfried Fafnir heeft gedood door hem in de weke buik te steken vraagt Regin hem het hart van de draak te roosteren en dan aan hem te geven, zodat hij het op kan eten. Siegfried doet dit, maar wanneer hij een beetje van het hart binnenkrijgt, kan hij ineens de taal der dieren verstaan. Hij hoort van de vogels dat Regin hem wil doden, zodat hij de schat voor zichzelf heeft, maar Siegfried kan de dwerg doden, waardoor hij in het bezit komt van de vervloekte schat.

## Fafnir in de Noordse mythologie
Fafnir was ook hier de zoon van een koning, Hreidmar genaamd. Hij had twee broers, Regin en Otr. In de saga van de Volsungen werd hij beschreven als een dwerg met een sterke arm en onverschrokken ziel. Hij was de sterkste van de drie broers. Hij bezat de helm die onzichtbaar maakt. Nadat Otr door de god Loki werd gedood, kreeg zijn vader het vervloekte goud van Andvari als vergoeding. Fafnir en Regin vermoorden daarop hun vader om de schat te bemachtigen, maar Fafnir wil niet delen, waarop hij in een draak verandert (de draak is het symbool van hebzucht). Regin stuurt dan zijn pleegzoon Sigurd op pad om de draak te doden. 
Sigurd graaft een kuil waarin hij zich verbergt en Fafnir met zijn zwaard Gram in de buik steekt wanneer die passeert. Wanneer Regin Sigurd vraagt om het hart van de draak klaar te maken, doet Sigurd dit. Sigurd proeft een klein beetje van het hart om te testen of het klaar is en likt wat bloed van zijn duim. Plots kan hij echter de taal van de vogels verstaan. Drakenbloed heeft immers magische kwaliteiten. Van de vogels leert Sigurd dat de verraderlijke Regin van plan is om hem te vermoorden. Sigurd is hem echter voor. Hij doodt Regin en gaat met de schat aan de haal.